# Добльхофер, Эрнст
Эрнст Добльхофер (нем. Ernst Doblhofer; 2 сентября 1919, Эфердинг, Верхняя Австрия — 25 декабря 2002, Грац) австрийский классический филолог, исследователь истории письменности.

## Биография
Эрнст Добльхофер окончил среднюю школу в Штайре в 1937 году, но не смог начать учёбу из-за военной службы. В 1942 году он вернулся с фронта с тяжёлыми ранениями и начал изучать классическую филологию, историю английского и немецкого языков в Венском университете. Уже в 1943 году его снова призвали на фронт Второй мировой войны. С 1945 года он продолжил обучение в Грацском университете, который он окончил в 1948 году с докторской степенью.
Впоследствии Добльхофер работал учителем средней школы (с 1955 года профессором средней школы) в Академической средней школе в Граце. Кроме того, он публиковал переводы с английского и преподавал в Грацском университете, где он в 1964 году хабилитировался. В 1971 году он был назначен преемником Эриха Бурка на кафедре латинистики в Университете Кристиана-Альбрехта в Киле, где он работал до своей эмеритуры (1984 год). Последние годы жизни провёл в Граце.

## Публикации
Помимо многочисленных переводов, Добльхофер известен в основном двумя книгами: «Гораций: исследования после 1957 г.» (Wiss. Buchgesellschaft Darmstadt 1992) и трактат «Знаки и чудеса. Рассказы о том, как были дешифрованы забытые письмена и языки» (1957, русский перевод 1963), которая имела несколько изданий и была переведена на английский, французский, итальянский, голландский, русский, словацкий, венгерский, португальский и японский языки.